# Arthus Raveau
Arthus Raveau est un danseur et musicien français né le 17 février 1991 à Paris. Il est premier danseur du Ballet de l'Opéra de Paris, compositeur et pianiste.

## Biographie
Il entre à l'école de danse de l'Opéra national de Paris en 2003.
En 2009, il est engagé dans le corps de ballet de l'Opéra et est récompensé par le prix Jeune Espoir de l'AROP, décerné pour la première fois. Fin 2010, il est promu coryphée. Fin 2011, il reçoit le prix du Cercle Carpeaux et est promu sujet. Il est alors distribué dans ses premiers rôles de soliste : le danseur en vert dans Dances at a Gathering de Jerome Robbins, Colas dans La Fille mal gardée de Frederick Ashton, Sérénade de George Balanchine, Basilio dans Don Quichotte de Rudolf Noureev, James dans La Sylphide de Pierre Lacotte...
Cette année-là, il est également le sujet d'un documentaire, pour France Télévision, avec trois autres jeunes danseurs de l'Opéra, La Danse à tout prix, qui a pour thème leur évolution au sein de la compagnie pendant un an, jusqu'au concours interne de promotion.
Il est promu premier danseur fin 2013 et se voit récompensé par le prix du public de l'AROP, aux côtés d'Amandine Albisson.
Depuis, il a ajouté à son répertoire Albrecht dans Giselle de Patrice Bart d’après Jean Coralli et Jules Perrot, Palais de Cristal de George Balanchine, Bryaxis dans Daphnis et Chloé de Benjamin Millepied, Eros dans Psyché d'Alexeï Ratmansky, Études de Harald Lander, Dogs Sleep de Marco Goecke, Vaudémont dans Iolanta/Casse-Noisette d’Edouard Lock, Arthur Pita et Sidi Larbi Cherkaoui…
En 2019, il entreprend des études d’écriture (harmonie, contrepoint…) à la Schola Cantorum de Paris avec, en particulier, le compositeur Stéphane Delplace. En 2022, il commence une carrière de pianiste accompagnateur de cours de danse et compose des musiques notamment pour ces occasions, en continuant d’exercer son métier de Premier Danseur à l’Opéra de Paris.

## Œuvres musicales
- Adage for Tikamoon x Opéra national de Paris (2025) : musique du spot publicitaire de la collaboration entre Tikamoon et l’Opéra national de Paris. Dans cette publicité, il est également filmé en train de danser avec la danseuse Claire Gandolfi au Palais Garnier autour des meubles de la collection designée par Charlotte Juillard[3].
- Il en va de nous (2025) : musique originale de la pièce chorégraphique de Rubens Simon, créée lors de la soirée « Danseurs Chorégraphes » à l’amphithéâtre de l’Opéra Bastille en mai 2025, interprétée par la pianiste Hélène Tysman[4].